# أليكس دي أنجليس
أليكس دي أنجليس (بالإيطالية: Alex De Angelis) مواليد 26 فبراير 1984 في ريميني، هو متسابق دراجات نارية من سان مارينو. نافس في سباقات بطولة العالم لفئة 250 سي سي ولفئة 125 سي سي ولفئة 50 سي سي. كما شارك في بطولة العالم للموتو جي بي.

## سباقات فاز بها
- جائزة أستراليا الكبرى للدراجات النارية 2010

## وصلات خارجية
- أليكس دي أنجليس على موقع eWRC-results.com (الإنجليزية)
- أليكس دي أنجليس على موقع MotoGP.com (الإنجليزية)
- أليكس دي أنجليس على موقع WorldSBK.com (الإنجليزية)
- أليكس دي أنجليس على موقع AS.com (الإسبانية)

- الموقع الرسمي